# Machilipatnam
Machilipatnam (äldre namn Masulipatnam eller Bandar) är en stad i den indiska delstaten Andhra Pradesh. Folkmängden uppgick till 169 892 invånare vid folkräkningen 2011.
Machilipatnam är en hamnstad vid Bengaliska viken och från 1600-talet ett centrum för de europeiska makterna och deras handel med Indien. Här finns också en ansenlig tillverkning av orientaliska mattor.